# Großer Rohrbach
Der Große Rohrbach (Ruisseau Grand Rohrbach) ist ein linker Zufluss der Andlau im französischen Département Bas-Rhin in der Region Grand Est.

## Geographie

### Verlauf
Der Große Rohrbach entsteht aus zwei Quellästen in der Forêt de la Ville de Strasbourg in den Mittelvogesen. Der westliche Quellbach entspringt auf einer Höhe von 950 m östlich von la Vieille Métairie. Er fließt zunächst in südöstlicher Richtung durch die Melkerei und vereinigt sich bei Chalet du Rohrbach mit dem aus dem Norden von Kirchbuhl kommenden östlichen Quellzweig. Der vereinigte Bach fließt nun mehr in Richtung Süden und mündet schließlich nach etwa zwei Kilometer auf einer Höhe von ungefähr 620 m nordöstlich von Neumelkerei in die Andlau.

### Zuflüsse
- Kleines Rohrbächel (rechts), 1,3 km